# Faraulep Village
Faraulep Village är en ort i Mikronesiska federationen.   Den ligger i kommunen Faraulep Municipality och delstaten Yap, i den västra delen av landet, 1 500 km väster om huvudstaden Palikir. Faraulep Village ligger 9 meter över havet och antalet invånare är 221. Den ligger på ön Faraulep.
Terrängen runt Faraulep Village är mycket platt.  Det finns inga andra samhällen i närheten. 